# 老化細胞除去薬
老化細胞除去薬（ろうかさいぼうじょきょやく）またはセノリティック薬（セノリティクス、英: senolytics、senescence（老化）+ -lytic（溶解））は、老化細胞の死を選択的に誘導し、ヒトの健康状態を改善することができるかどうかの基礎研究が行われている分子群を指す。こうした研究は、加齢と関連した疾患の進行を遅らせたり、予防したり、緩和したり、逆行させたりする物質を発見または開発することを目標としている。老化細胞の除去は、加齢時の免疫を高める手法の1つとしても提唱されている。
関連する概念として"senostatic"があり、こちらは細胞老化を抑制することを意味している。

## 研究
老化細胞除去薬候補分子は予備的研究が行われている段階であり、そのうちいくつかはヒトを対象とした初期段階の臨床試験が行われている。化学療法薬であるダサチニブ、実験的低分子ナビトクラクスなど、候補分子の大部分は既存の抗がん薬を転用したものである。
ウロキナーゼ受容体（uPAR）は老化細胞の表面に高度に発現していることが明らかにされており、uPARを標的としたCAR-T細胞による老化細胞の除去がマウスで行われている。
老化細胞除去薬は持続投与と同程度に間欠投与でも有効であると考えられている。このことは老化細胞除去薬の利点の1つであり、オフターゲット効果の可能性など、副作用が低減される可能性がある。
近年では新たな老化細胞除去薬の発見のために人工知能が活用されており、これまでの薬剤候補よりも医薬品化学的特性が良好な、構造的に異なる老化細胞除去化合物の同定が行われている。

### 老化細胞除去薬候補
| 医薬品/標的                        | 説明 | 老化細胞除去薬としての試験 | 老化細胞除去薬としての試験 | 老化細胞除去薬としての試験 | 老化細胞除去薬としての試験 | 老化細胞除去薬としての試験 | 老化細胞除去薬としての試験 |
| 医薬品/標的                        | 説明 | ヒト細胞株（in vitro）     | マウスモデル               | 異種移植モデル             | 第I相臨床試験              | 第II相臨床試験             | 第III相臨床試験            |
| ---------------------------------- | --- | -------------------------- | -------------------------- | -------------------------- | -------------------------- | -------------------------- | -------------------------- |
| FOXO4関連ペプチド                  | p53はFOXO4が結合することで核内へとどめられ、その結果として細胞質基質においてミトコンドリアと相互作用し、カスパーゼを活性化してアポトーシス（プログラム細胞死）をもたらす過程が阻害される。実際に、FOXO4によるp53の核内保持は細胞老化を促進する。FOXO4に結合するペプチドによってp53-FOXO4相互作用を破壊することで、p53は細胞質基質へ放出され細胞死が開始される。          | Yes                        | Yes                        |                            |                            |                            |                            |
| Bcl-2阻害薬                        | Bcl-2ファミリーのさまざまな抗アポトーシスタンパク質に対する阻害薬。老化したヒト臍帯静脈内皮細胞の培養細胞を用いた研究では、フィセチンやケルセチンは抗アポトーシスタンパク質Bcl-xLを阻害することでアポトーシスを誘導することが示されている。 | Yes                        |                            |                            |                            |                            |                            |
| Src阻害薬                          | チロシンキナーゼであるSrcの阻害薬: ダサチニブ – 「ダサチニブ・ケルセチンの併用」を参照 |                            |                            |                            |                            |                            |                            |
| USP7阻害薬                         | 脱ユビキチン化酵素であるUSP7を阻害する物質 | Yes                        | Yes                        |                            |                            |                            |                            |
| ダサチニブ・ケルセチンの併用 (D+Q) | | Yes                        | Yes                        |                            | Yes                        |                            |                            |
| フィセチン                         | | Yes                        | Yes                        |                            |                            |                            |                            |
| ナビトクラクス                     | |                            |                            | Yes                        |                            |                            |                            |
| SSK1                               | Senescence-specific killing compound 1の略。リソソームのβ-ガラクトシダーゼ（一般的な老化細胞マーカー）によって活性化されるゲムシタビン（細胞傷害性抗がん薬）のプロドラッグ |                            | Yes                        |                            |                            |                            |                            |
| BIRC5ノックアウト                  | CRISPR/Cas9によるBIRC5遺伝子のノックアウト。がん遺伝子配列や損傷マーカー配列など、特定の遺伝子配列を標的としてアポトーシスを開始させるためにCRISPR/Cas9が利用される。 | Yes                        |                            |                            |                            |                            |                            |
| GLS1阻害薬                         | 腎臓型グルタミナーゼ（GLS1）を標的とする。老化細胞はリソソーム含量が高く、リソソーム膜からの漏洩が生じているためpHが低い。この低pHは老化細胞のSA-β-gal染色の基盤となっている。老化細胞は低pHの中和の補助のために高レベルのGLS1を産生している。この酵素の活性を阻害することで老化細胞の内部は生存が不可能なレベルの酸性度にさらされることとなり、細胞死が引き起こされる。 | Yes                        |                            |                            |                            |                            |                            |
| 抗GPNMBワクチン                    | GPNMBは老化細胞に豊富に存在するタンパク質の1つであり、老化細胞除去ワクチンの分子標的としての研究がマウスで行われている。 |                            | Yes                        |                            |                            |                            |                            |
| 強心配糖体                         | | Yes                        |                            | Yes                        |                            |                            |                            |
| 25-ヒドロキシコレステロール (25HC) | 25-ヒドロキシコレステロールは老化細胞でアップレギュレーションされているCRYABを標的として老化細胞除去薬として作用することがヒトやマウスの複数の細胞種で示されている。 | Yes                        | Yes                        |                            |                            |                            |                            |
| プロシアニジンC1                   | | Yes                        | Yes                        |                            |                            |                            |                            |
| EF-24                              | | Yes                        |                            |                            |                            |                            |                            |
| HSP90阻害薬                        | |                            |                            |                            |                            |                            |                            |
| CUDC-907                           | フィメピノスタット、HDAC/PI3K阻害薬 |                            |                            |                            |                            |                            |                            |

## セノモルフィック薬
セノモルフィック薬（senomorphics）は老化細胞を除去することなくその性質を調節する薬剤候補であり、細胞老化随伴分泌現象（SASP）を含む細胞老化表現型を抑制する。アピゲニン、ラパマイシン、エベロリムス（RAD001）などが挙げられる。

## 関連文献
- “Invariant Natural Killer T cells coordinate removal of senescent cells” (English). Med 2 (8):  938–950. (August 2021). doi:10.1016/j.medj.2021.04.014. PMC 8491998. PMID 34617070.
- “Senolytic drugs: from discovery to translation”. Journal of Internal Medicine 288 (5):  518–536. (November 2020). doi:10.1111/joim.13141. PMC 7405395. PMID 32686219., a review that is open access and features a list of senolytics candidates
- “Orally-active, clinically-translatable senolytics restore α-Klotho in mice and humans” (English). eBioMedicine 77:  103912. (March 2022). doi:10.1016/j.ebiom.2022.103912. PMC 9034457. PMID 35292270.
- “Could getting rid of old cells turn back the clock on aging?” (英語). Knowable Magazine. (2022-12-21). doi:10.1146/knowable-122122-1.
- Wong, Carissa (2024-05-15). “How to kill the 'zombie' cells that make you age” (英語). Nature 629 (8012):  518–520. doi:10.1038/d41586-024-01370-4.